# Krasne (województwo pomorskie)
Krasne (kaszb. Krôsné) – kolonia w Polsce położona w województwie pomorskim, w powiecie człuchowskim, w gminie Przechlewo.
Niewielka osada kaszubska, położona na wschód od południowego krańca jeziora i  Rezerwatu przyrody Jeziora Krasne, wchodzi w skład sołectwa Nowa Wieś.  
W latach 1975–1998 miejscowość położona była w województwie słupskim.